# Lijst van attracties in Movie Park Germany
Deze pagina geeft een lijst met (voormalige) attracties in het Duitse attractiepark Movie Park Germany weer.

## Achtbanen
| Naam                            | Soort                  | Bouwer                                | Model                     | Openingsjaar | Afbeelding |
| ------------------------------- | ---------------------- | ------------------------------------- | ------------------------- | ------------ | ---------- |
| Backyardigans Mission to Mars   | Stalen achtbaan        | Vekoma                                | Junior Coaster (medium)   | 1996         |            |
| The Bandit                      | Houten achtbaan        | Roller Coaster Corporation of America | -                         | 1999         |            |
| Ghost Chasers                   | Wildemuis-achtbaan     | MACK Rides                            | Wilde Maus Compact Park   | 2000         |            |
| Jimmy Neutron's Atomic Flyer    | Omgekeerde achtbaan    | Vekoma                                | Suspended Family Coaster  | 2007         |            |
| Movie Park Studios              | Overdekte achtbaan     | Intamin                               | Multidimensional Coaster  | 2021         |            |
| MP Xpress                       | Omgekeerde achtbaan    | Vekoma                                | Suspended Looping Coaster | 2001         |            |
| Star Trek: Operation Enterprise | Stalen lanceerachtbaan | MACK Rides                            | Custom Launch Coaster     | 2017         |            |
| Van Helsing's Factory           | Overdekte achtbaan     | Gerstlauer                            | Custom Bobsled Coaster    | 2011         |            |

## Waterattracties
| Naam                                   | Attractietype      | Bouwer             | Openingsjaar | Afbeelding |
| -------------------------------------- | ------------------ | ------------------ | ------------ | ---------- |
| Area 51 – Top Secret                   | Shoot-the-Chute    | Intamin AG         | 1996         |            |
| Dora's Big River Adventure             | Boomstamattractie  | Preston & Barbieri | 2008         |            |
| Excalibur - Secrets of the Dark Forest | Rapid River        | Intamin AG         | 1996         |            |
| Pier Patrol - Jet Ski                  | Wild Water Rondell | Zierer             | 2007         |            |
| Rescue 112                             | Spuitattractie     |                    | 2007         |            |
| SpongeBob Splash Bash                  | Splash Battle      | Preston & Barbieri | 2007         |            |

## Simulatoren
| Naam            | Attractietype   | Afbeelding |
| --------------- | --------------- | ---------- |
| Roxy            | 4D-film         |            |
| Time Riders     | Simulator       |            |
| The Lost Temple | Belevingstunnel |            |

## Andere
| Naam                                           | Attractietype       | Afbeelding |
| ---------------------------------------------- | ------------------- | ---------- |
| Avatar Air Glider                              | Giant Sky Chaser    |            |
| Back at the Barnyard Bumpers                   | Botsauto's          |            |
| Blue's Skidoo                                  | Draaimolen          |            |
| Crazy Surfer                                   | Disk'O              |            |
| Diego's Rescue Rider                           | Draaimolen          |            |
| Fairy World Spin                               | Theekopjesattractie |            |
| NYC Transformer                                | Topspin             |            |
| Pier Side Carousel                             | Zweefmolen          |            |
| Santa Monica Wheel                             | Reuzenrad           |            |
| Sea Swing                                      | Zweefmolen          |            |
| Side Kick                                      | Frisbee             |            |
| Splat-O-Sphere                                 | Zweefmolen          |            |
| Stormy Cruise                                  | Rockin' Tug         |            |
| Zuma's Zoomer                                  | Draaimolen          |            |
| Skye’s High Flyer                              | Vliegend tapijt     |            |
| Teenage Mutant Ninja Turtles: License to Drive | Verkeerspark        |            |
| The High Fall                                  | Vrije val           |            |
| Wonder Pets Flyboat                            | Vrije val           |            |

## Voormalige attracties
| Naam                 | Status     | Attractietype        | Afbeelding |
| -------------------- | ---------- | -------------------- | ---------- |
| Cop Car Chase        | Afgebroken | Duellerende achtbaan |            |
| Hollywood Filmmuseum | Verwijderd | Museum               |            |
| Ice Age Adventure    | Verwijderd | Dark water ride      |            |

Lijst van attracties in Movie Park Germany · Police Academy Stunt Show · afbeeldingen
Huidige attracties: Avatar Air Glider ·
Backyardigans Mission to Mars · The Bandit · Bermuda Triangle - Alien Encounter · Crazy Surfer · Dora's Big River Adventure · Fairy World Spin ·
Ghost Chasers · Jimmy Neutron's Atomic Flyer · MP Xpress · Excalibur - Secrets of the Dark Forest · NYC Transformer · Roxy · Side Kick · SpongeBob Splash Bash · Star Trek: Operation Enterprise · The High Fall · The Lost Temple · Time Riders · Van Helsing's Factory
Voormalige attracties: Batman Adventure · Cop Car Chase · Danny Phantom Ghost Zone · Gremlins Invasion · Ice Age Adventure · Josie's Bath House · Looney Tunes Adventure · Studio Tour · Unendliche Geschichte · Mystery River
Themagebieden: Federation Plaza · Hollywood Street Set · Nickland · Santa Monica Pier · Streets of New York · The Old West